# ريتشارد ألميدا دي أوليفيرا
ريتشارد ألميدا دي أوليفيرا (20 مارس 1989 بساو باولو في البرازيل - ) هو لاعب كرة قدم أذربيجان وبرازيلي في مركز الوسط . لعب مع سانتو أندريه ونادي جل فيسنتي ونادي قره باغ ونادي بني ياس .

## وصلات خارجية
- ريتشارد ألميدا دي أوليفيرا على موقع الاتحاد الأوربي (الإنجليزية)
- ريتشارد ألميدا دي أوليفيرا على موقع قاعدة بيانات كرة القدم.إي يو (الإنجليزية)
- ريتشارد ألميدا دي أوليفيرا على موقع ناشيونال فوتبول تيمز (الإنجليزية)
- ريتشارد ألميدا دي أوليفيرا على موقع Soccerbase.com (لاعب) (الإنجليزية)
- ريتشارد ألميدا دي أوليفيرا على موقع Soccerway.com (الإنجليزية)
- ريتشارد ألميدا دي أوليفيرا على موقع عالم كرة القدم.نت (الإنجليزية)
- ريتشارد ألميدا دي أوليفيرا على موقع AS.com (الإسبانية)